# Fotogramas de Plata 1978
La 29a cerimònia de lliurament dels Premis Fotogramas de Plata, corresponents a l'any 1978, lliurats per la revista espanyola especialitzada en cinema Fotogramas, va tenir lloc a Barcelona el 13 de febrer de 1979.

## Candidatures

### Millor intèrpret de cinema espanyol
| Intèrpret      | Pel·lícula           | Resultat   |
| -------------- | -------------------- | ---------- |
| Mònica Randall | La escopeta nacional | Guanyadora |

### Millor intèrpret de cinema estranger
| Actriu       | Pel·lícula | Resultat   |
| ------------ | ---------- | ---------- |
| Diane Keaton | Interiors  | Guanyadora |

### Millor intèrpret de televisió
| Intèrprete     | Sèrie de televisió   | Resultat   |
| -------------- | -------------------- | ---------- |
| Maribel Martín | El juglar y la reina | Guanyadora |

### Millor intèrpret de teatre
| Intèrpret                 | Muntatge     | Resultat  |
| ------------------------- | ------------ | --------- |
| Teatro Estable Castellano | El tío Vania | Guanyador |

### Millor activitat musical
| Intèrpret      | Resultat  |
| -------------- | --------- |
| Marina Rossell | Guanyador |